# Comuna Suplacu de Barcău, Bihor
Suplacu de Barcău (în maghiară: Berettyószéplak, în slovacă: Siplak) este o comună în județul Bihor, Crișana, România, formată din satele Borumlaca, Dolea, Foglaș, Suplacu de Barcău (reședința), Valea Cerului și Vâlcelele.

## Demografie
Componența etnică a comunei Suplacu de Barcău
     Români (34,33%)
     Maghiari (24,91%)
     Romi (18,28%)
     Slovaci (15,08%)
     Alte etnii (0,13%)
     Necunoscută (7,26%)
Componența confesională a comunei Suplacu de Barcău
     Ortodocși (36,87%)
     Romano-catolici (28,46%)
     Reformați (17,28%)
     Greco-catolici (3,78%)
     Penticostali (3,51%)
     Baptiști (1,97%)
     Alte religii (0,42%)
     Necunoscută (7,71%)
Conform recensământului efectuat în 2021, populația comunei Suplacu de Barcău se ridică la 3.813 locuitori, în scădere față de recensământul anterior din 2011, când fuseseră înregistrați 4.356 de locuitori. Cei mai mulți locuitori sunt români (34,33%), cu minorități de maghiari (24,91%), romi (18,28%) și slovaci (15,08%), iar pentru 7,26% nu se cunoaște apartenența etnică. Din punct de vedere confesional, cei mai mulți locuitori sunt ortodocși (36,87%), cu minorități de romano-catolici (28,46%), reformați (17,28%), greco-catolici (3,78%), penticostali (3,51%) și baptiști (1,97%), iar pentru 7,71% nu se cunoaște apartenența confesională.

## Politică și administrație
Comuna Suplacu de Barcău este administrată de un primar și un consiliu local compus din 13 consilieri. Primarul, Alin Popoviciu[*], de la Partidul Social Democrat, este în funcție din 1 noiembrie 2024. Începând cu alegerile locale din 2024, consiliul local are următoarea componență pe partide politice:
|  | Partid                                                  | Consilieri | Componența Consiliului | Componența Consiliului | Componența Consiliului |
|  | ------------------------------------------------------- | ---------- | ---------------------- | ---------------------- | ---------------------- |
|  | Partidul Național Liberal                               | 3          |                        |                        |                        |
|  | Uniunea Democratică a Slovacilor și Cehilor din România | 3          |                        |                        |                        |
|  | Partidul Social Democrat                                | 3          |                        |                        |                        |
|  | Uniunea Democrată Maghiară din România                  | 3          |                        |                        |                        |
|  | Alianța pentru Unirea Românilor                         | 1          |                        |                        |                        |

## Personalități născute aici
- Iuliu Hajnal (n. 1951), fotbalist.